# 1970 au Brésil
Chronologie du Brésil
- 1966
- 1967
- 1968
- 1969
- 1970
- 1971
- 1972
- 1973
- 1974

Cette page concerne des événements d'actualité qui se sont produits durant l'année 1970 au Brésil.

## Événements
- 11 mars : le consul du Japon Nobuo Okuchi est enlevé à São Paulo par le mouvement d'extrême-gauche Vanguarda Popular Revolucionária.
- 11 juin : Ehrenfried von Holleben, ambassadeur ouest-allemand au Brésil, est enlevé à Rio de Janeiro ;
- 21 juin : le Brésil est champion du monde de football pour la troisième fois de son histoire, battant l'Italie 4 buts à 1 lors de la finale de la 9e coupe du monde[1] ;
- 31 juillet : le consul du  Brésil, Aloísio Mares Dias Gomide, est enlevé par le mouvement d'extrême-gauche uruguayen Tupamaros.
- 7 décembre : Giovanni Enrico Bucher, ambassadeur de la Suisse au Brésil, est enlevé à Rio de Janeiro par le groupe révolutionnaire brésilien Ação Libertadora Nacional.

## Naissances
- 22 mai : Pedro Diniz, pilote automobile.
- 7 juin : Cafu, international de football.
- 8 juin : Seu Jorge, musicien et acteur.
- 4 septembre : Igor Cavalera, batteur de Sepultura

## Décès
- 20 février : Café Filho, 18e président du Brésil
- 4 août : Oscarito, comédien et humoriste